# NGC 5052
NGC 5052 este o liner situată în constelația Părul Berenicei. A fost descoperită în 10 aprilie 1831 de către John Herschel. Se află la o distanță de 98,97 de megaparseci de Pământ.